# أنيت كولب (لاعبة كرة مضرب)
أنيت كولب هي لاعب كرة مضرب ألمانية، ولدت في 14 سبتمبر 1983 في أولم في ألمانيا.

## وصلات خارجية
- أنيت كولب على موقع رابطة محترفات التنس (الإنجليزية)
- أنيت كولب على موقع الاتحاد الدولي لكرة المضرب (الإنجليزية)